# Tolemaide di Cirene
Tolemaide di Cirene (fl. III secolo a.C.) è stata una filosofa greca antica.

## Biografia
Rare le notizie relative a questo personaggio vissuto nel III secolo a.C. Fu allieva della scuola pitagorica e in particolare si interessò alla musica. Porfirio nei suoi Commenti sugli armonici di Tolomeo cita alcune sue opere sulla musica.